# Área metropolitana de Oklahoma City

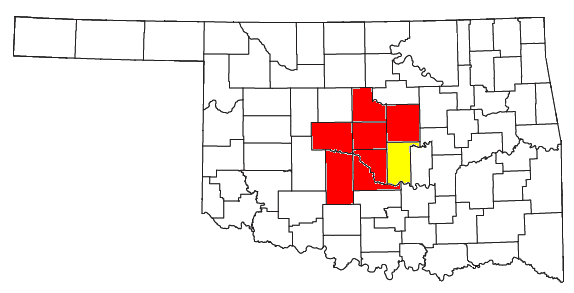
Mapa de Utah con el Área Estadística Metropolitana Combinada de Oklahoma City - Shawnee (CSA), compuesta por:
Área Estadística Metropolitana de Oklahoma City (MSA)
Área Estadística Micro Urbana de Shawnee

El Área Metropolitana de Oklahoma City, es un Área Estadística Metropolitana (MSA) centrada en la ciudad Oklahoma City, capital de Oklahoma, en Estados Unidos. Denominada como tal por la Oficina del Censo de los Estados Unidos, su población según el censo de 2010 es de 1.252.987 de habitantes.
A menudo también conocida como Oklahoma City Metroplex or Gran Oklahoma City, junto con el área micro urbana area Shawnee (en el condado de Pottawatomie) conforma el Área Estadística Metropolitana Combinada de Oklahoma City - Shawnee CSA.

## Composición
El área metropolitana está compuesta por los condados de:
- Canadian
- Cleveland
- Grady
- Lincoln
- Logan
- McClain
- Oklahoma